# Xanthophryne
Xanthophryne es un género de anfibios anuros de la familia Bufonidae. Se distribuyen por los Ghats occidentales, en el estado de Maharashtra, en el sur de India.

## Especies
Se reconocen dos especies según ASW:
- Xanthophryne koynayensis (Soman, 1963) - Koyna, Maharashtra, India.
- Xanthophryne tigerina Biju, Van Bocxlaer, Giri, Loader & Bossuyt, 2009 - Amboli, Maharashtra, India.